# Bot
Bot hay robot mạng là các ứng dụng phần mềm chạy các tác vụ tự động hóa trên mạng. Thông thường, bot thực hiện các tác vụ đơn giản và có cấu trúc lặp đi lặp lại với một tần suất cao hơn nhiều so với khả năng của con người. Ứng dụng rộng lớn của bot là trong duyệt tự động Web theo kiểu bò loang (web spidering), trong đó một chương trình tự động tìm kiếm, phân tích và sắp xếp thông tin từ các máy chủ web với tốc độ cao hơn nhiều lần tốc độ của con người. Mỗi máy chủ có một file có tên robots.txt chứa các quy tắc cho việc bò loang tự động tại máy chủ đó, đây là các quy tắc mà con bot cần tuân theo.
Bot là viết tắt của robot, tức các chương trình tự động hóa (chứ không phải là người máy như nghĩa chúng ta vẫn gọi) thường xuyên được sử dụng trong thế giới Internet. Một ví dụ về bot đó là search enginer. Người ta định nghĩa "spider" được dùng bởi các công cụ tìm kiếm trực tuyến, ánh xạ website và phần mềm đáp ứng theo yêu cầu trên IRC (như eggdrop) là robot.
Bên cạnh các ứng dụng kể trên, bot còn có thể được cài đặt tại nơi đòi hỏi tốc độ phản ứng cao hơn tốc độ của con người (chẳng hạn bot trò chơi điện tử và bot tại các trang web bán đấu giá) hoặc trong các tình huống cần đến sự bắt chước các hoạt động của con người (chẳng hạn các chatbot - bot nói chuyện).

## Bot trò chơi điện tử trên mạng Internet
Bot thường được dùng trong các trò chơi MMORPG (Massively Multiplayer Online Roleplaying Games) để khai thác tài nguyên (làm nông/đánh cá/khai thác gỗ...) - các công việc mà lẽ ra người chơi phải cần đến thời gian và công sức đáng kể để thực hiện; đây là mối quan tâm đối với đa số các nền kinh tế trực tuyến trong các trò chơi điện tử.

## IM và IRC
Một số con bot liên lạc với người dùng của các dịch vụ Internet, qua tin nhắn (instant messaging - IM), Internet Relay Chat (IRC), hoặc qua một giao diện web khác. Các chatterbot (bot nói chuyện) này có thể cho phép người dùng đặt câu hỏi bằng tiếng Anh, sau đó nó xây dựng một câu trả lời thích hợp. Các con bot này thường có thể xử lý nhiều tác vụ, trong đó có việc thông báo tình hình thời tiết, kết quả thể thao, chuyển đổi tiền tệ hoặc các đơn vị đo lường khác, v.v... Một số con bot khác được dùng để giải trí, chẳng hạn bot SmarterChild trong các hệ thống AOL Instant Messenger và MSN Messenger và bot Jabberwacky trên Yahoo! Messenger.
Một vai trò bổ sung của các IRC bot có thể ẩn sau nền của một kênh hội thoại, bình luận về một số cụm từ mà người tham gia thốt ra (dựa trên pattern matching). Điều này đôi khi được dùng như là một dịch vụ hỗ trợ đối với người sử dụng mới, hoặc để kiểm duyệt những lời lẽ báng bổ.

## Các mục đích thương mại
Đã có nhiều tranh cãi xung quanh việc sử dụng bot cho chức năng buôn bán tự động hóa. Trang web bán đấu giá eBay 
đã ra tòa để cố gắng ngăn chặn một công ty bên thứ ba sử dụng bot duyệt trang của eBay để tìm các món hàng rẻ; sự việc này đã phản pháo lại eBay và thu hút sự chú ý của nhiều bot hơn nữa. Betfair, một công ty Anh chuyên về trao đổi cá cược đã thấy một lượng trao đổi dữ liệu lớn từ các con bot, họ đã cho chạy một API WebService dành riêng cho các lập trình viên bot, qua đó Betfair có thể chủ động quản lý các tương tác bot.

## Các mục đích độc hại
Bot còn được sử dụng với mục đích xấu, đó là trong sự phối hợp hoạt động của một tấn công được tự động hóa nhằm vào các máy tính nối mạng, chẳng hạn tấn công từ chối dịch vụ (denial-of-service attack). (xem botnet) Các bot mạng còn có thể được dùng để thực hiện click fraud (giả làm người dùng bấm chuột vào các liên kết quảng cáo để nhận tiền). Spambot là một con bot mạng với mục tiêu thả một lượng lớn spam (rác), thường là các liên kết quảng cáo lên Internet.